# امانوئل بورگود
امانوئل بورگود (انگلیسی: Emmanuel Bourgaud؛ زادهٔ ۲۵ اکتبر ۱۹۸۷) بازیکن فوتبال اهل فرانسه است.
از باشگاه‌هایی که در آن بازی کرده‌است می‌توان به باشگاه ورزشی آمیان و باشگاه فوتبال آنژه اشاره کرد.